# 278225 Didierpelat
278225 Didierpelat este o planetă minoră (asteroid) din centura de asteroizi. A fost descoperită pe 12 martie 2007 la Saint-Sulpice de Bernard Christophe⁠(d). 
Obiectul prezintă o orbită caracterizată de o semiaxă mare de 2,3912488503554 UAi, o excentricitate de 0,11, o înclinație de 5,7 ° în raport cu ecliptica.